# Alfred Flatow
Alfred Flatow (Gdansk, 3 de octubre de 1869-Terezín, 28 de diciembre de 1942) fue un gimnasta alemán. Compitió en los Juegos Olímpicos de Atenas de 1896, donde ganó en la modalidad de barras paralelas y quedó en segunda posición en barra fija.
Además de los triunfos individuales en los Juegos Olímpicos de 1896, fue miembro de la selección alemana de gimnasia con la que logró la medalla de oro por equipos en barras paralelas y barra fija. También participó en las disciplinas de caballo con arcos, anillas y salto en potro.
Gustav Flatow, primo de Alfred, también fue miembro de la delegación alemana de gimnasia en 1896. Ambos fueron víctimas del holocausto nazi en el campo de concentración de Theresienstadt.